# Dythemis nigrescens
Dythemis nigrescens är en trollsländeart som beskrevs av Philip Powell Calvert 1899. Dythemis nigrescens ingår i släktet Dythemis och familjen segeltrollsländor. Inga underarter finns listade i Catalogue of Life.

## Bildgalleri

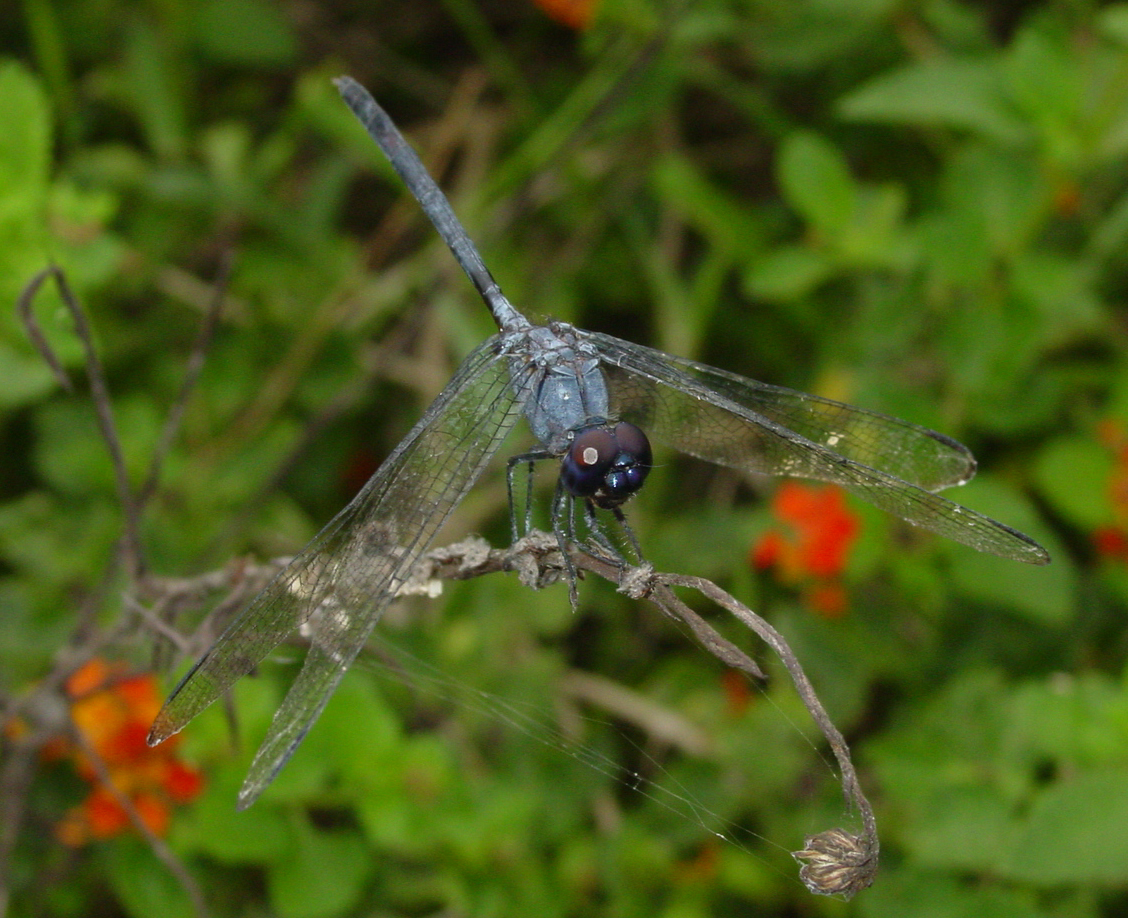
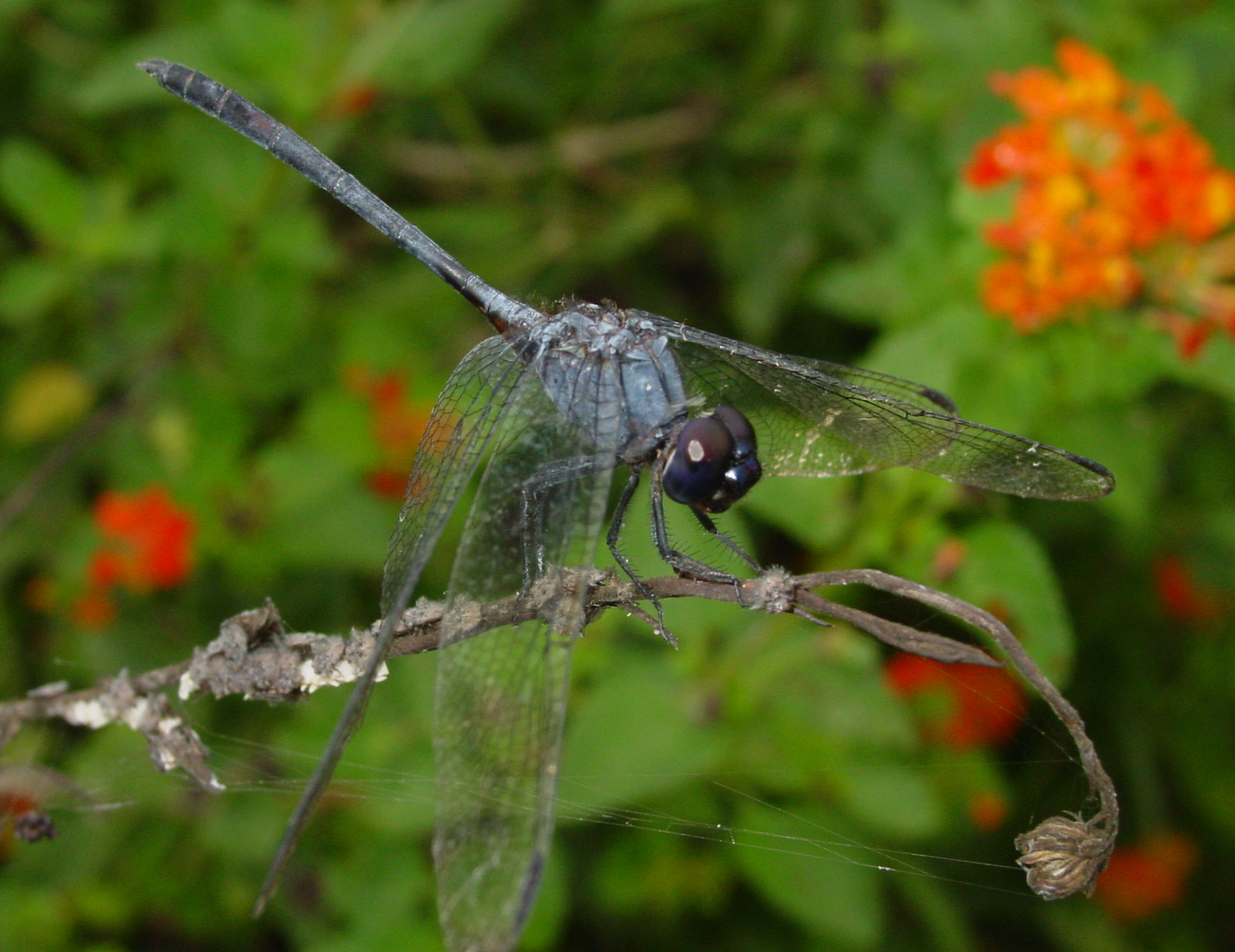